# Centar Srce
Centar za emotivnu podršku i prevenciju samoubistva Srce je humanitarna organizacija koja na volonterskim principima pruža podršku osobama koje se nalaze u stanju krize ili razmišljaju da sebi oduzmu život. Ovu misiju Srce obavlja putem telefona, elektronske pošte, četa, putem kontakta licem u lice ili na neki drugi, posredan način. Pomoć je dostupna 365 dana u godini u periodu od 14 do 23h.
Nalazi se u Novom Sadu, Srbija i deo je jedne od najvećih međunarodnih volontrskih organizacija za prevenciju samoubistva Befrienders Worldwide. Ova organizacija, zajedno sa druge dve humanitarne organizacije, Lifeline i Ifotes, čini najveću svetsku volontersku mrežu za pomoć osobama u krizi, Vesh.

## Istorijat
Centar Srce je osnovan 1991. godine na inicijativu nekolicine profesora Univerziteta u Novom Sadu. Na čelu te inicijative su bile prof. dr Slobodanka Stanković sa Instituta za Fiziku Prirodno-matematičkog fakulteta i prof. dr Slavica Selaković-Buršić sa Instituta za psihijatriju Kliničkog centra Vojvodine. Povod za osnivanje Srca je bio početak ratnih sukoba na prostoru bivše Jugoslavije pa je prvi njegov naziv bio Savetovalište za psihološku pomoć učesnicima rata.
Tokom 1993. organizacija se sve više počinje baviti problemom samoubistva, obzirom je u to vreme stopa samoubistva u Jugoslaviji, a naročito u njenoj severnoj pokrajini, Vojvodini, bila među najvećim u Evropi. Povezuje se sa humanitarnom organizacijom Samaritans iz Velike Britanije od koje preuzima principe rada na humanitarnim i volonterskim osnovama, postaje deo mreže Befrienders Worldwide i menja naziv u Centar Srce.
Nakon 1995. godine volonteri Srca postaju sve više aktivni u inicijativima za povezivanje i obnavljanje saradnje na polju unapređenja mentalnog zdravlja unutar regije Zapadnog Balkana. Realizuje se veliki broj projekata i edukativnih skupova, prvenstveno namenjenih zaštiti mentalnog zdravlja dece.
Od pokretanja inicijative za obeležavanje Međunarodnog dana za prevenciju samoubistva 2003. godine, Srce svake godine učestvuje u ovoj kampanji, a od 2008. je i prudruženi član Međunarodne asocijacije za prevenciju samoubistva, IASP.
Od 2006. Srce je partner jednog od najznačajnijih Evropsih muzičkih festivala, Exit. U okviru welfare prostora, volonteri Srca nude emotivnu podršku i pomoć svim posetiocima i učesnicima Festivala.

## Aktivnosti
Osnovna aktivnost Srca je pružanje emotivne podrške osobama u krizi putem telefona, elektronske pošte ili četa. Telefonski razgovori se odvijaju putem besplatnog telefonskog broja 0800/300-303, elektronska pošta putem adrese vanja@centarsrce.org, a čet razgovori putem aplikacije kojoj se pristupa sa veb adrese Srca www.centarsrce.org. Broj poziva Centru Srce raste svake godine, a tokom 2019.godine obavljeno je oko 7000 razgovora. 
Tokom prvih 25 godina rada Srca broj samoubistava u Republici Srbiji je smanjen za 28%, dok je broj samoubistava u AP Vojvodini smanjen za čak 51%.

### Društvene mreže i aplikacije
Veliki deo edukativnih, informativnih i promotivnih aktivnosti Centar Srce obavlja preko društvenih mreža Facebook, Instagram, Twitter i preko svog youtube kanala. Ovo je naročito pomoglo povećanju vidljivosti problema samoubistva i većoj osetljivosti društva na ovaj fenomen.
Zahvaljujući humanitarnom Hakatonu kompanije VEGA IT, pokrenuta je aplikacija za mobilne telefone čiji je cilj  prevencija samoubistva. Aplikacija je prvenstveno namenjena mladjim korisnicima i značajno je doprinela povećanom broju mladih koji se javljaju Centru Srce za pomoć.

### Projektne aktivnosti
Volonteri Centra Srce svake godine učestvuju u velikom broju projekata koji imaju za cilj da zaštite i unaprede mentalno zdravlje stanovništva, preveniraju samoubistvo, pruže emotivnu podršku,  edukuju stanovništvo u oblastima veznaim za mentalno  zdravlje i promovišu volonterski i humanitarni rad. Među najznačajnije spadaju obeležavanje Međunarodnog dana prevencije samoubistva i Međunarodnog dana mentalnog zdravlja, smanjenje predrasuda vezanih za samoubistvo, pružanje podrške ranjivim i marginalizovanim grupama, sprečavanje sagorevanja kod pomagača, medijsko izveštavanje o mentalnim bolestima i samoubistvu, , mentalno zdravlje mladih  i mnogi drugi.

## Principi rada
Svake godine Centar Srce edukuje novu grupu volontera koji su različitih uzrasta, obrazovanja i iskustava. Tokom intenzivne, višemesečne obuke usvajaju rad na sledećim principima:
- Centar pruža emotivnu podršku  osobama u krizi ili  neposrednoj opasnosti da sebi oduzmu život
- Volonteri  se trude  da ublaže ljudsku nesreću, usamljenost, očaj i tugu
- Osoba koja pozove zadržava slobodu da donosi svoje odluke uključujući i odluku da oduzme sebi život
- Činjenica  da je osoba zatražila pomoć  kao i sadržaj  razgovora su strogo poverljivi
- Volontere koji pružaju  podršku  podržavaju drugi iskusni volonteri uz konsultaciju profesionalni službi
- Osoba koja zove može biti upućena na pomoć drugih institiucija iz oblasti medicine, socijalne i pravne podrške
- Volonterima je zabranjeno da nameću svoja lična ubedjenja ili da utiču na osobe koje zovu u pogledu politike, filozofije ili religije

## Spoljašnje veze
- Centar Srce veb strana
- Samaritans veb strana
- Befrienders veb strana
- Suicide veb strana
- Iasp veb strana